# Bicyclus abnormis
Bicyclus abnormis är en fjärilsart som beskrevs av Dudgeon 1909. Bicyclus abnormis ingår i släktet Bicyclus och familjen praktfjärilar. Inga underarter finns listade i Catalogue of Life.